# Carolina Invernizio
Carolina Invernizio (Voghera, 28 marzo 1851 – Cuneo, 27 novembre 1916) è stata una scrittrice italiana, fra le più popolari autrici di romanzi d'appendice tra la fine dell'Ottocento e l'inizio del Novecento.

## Biografia

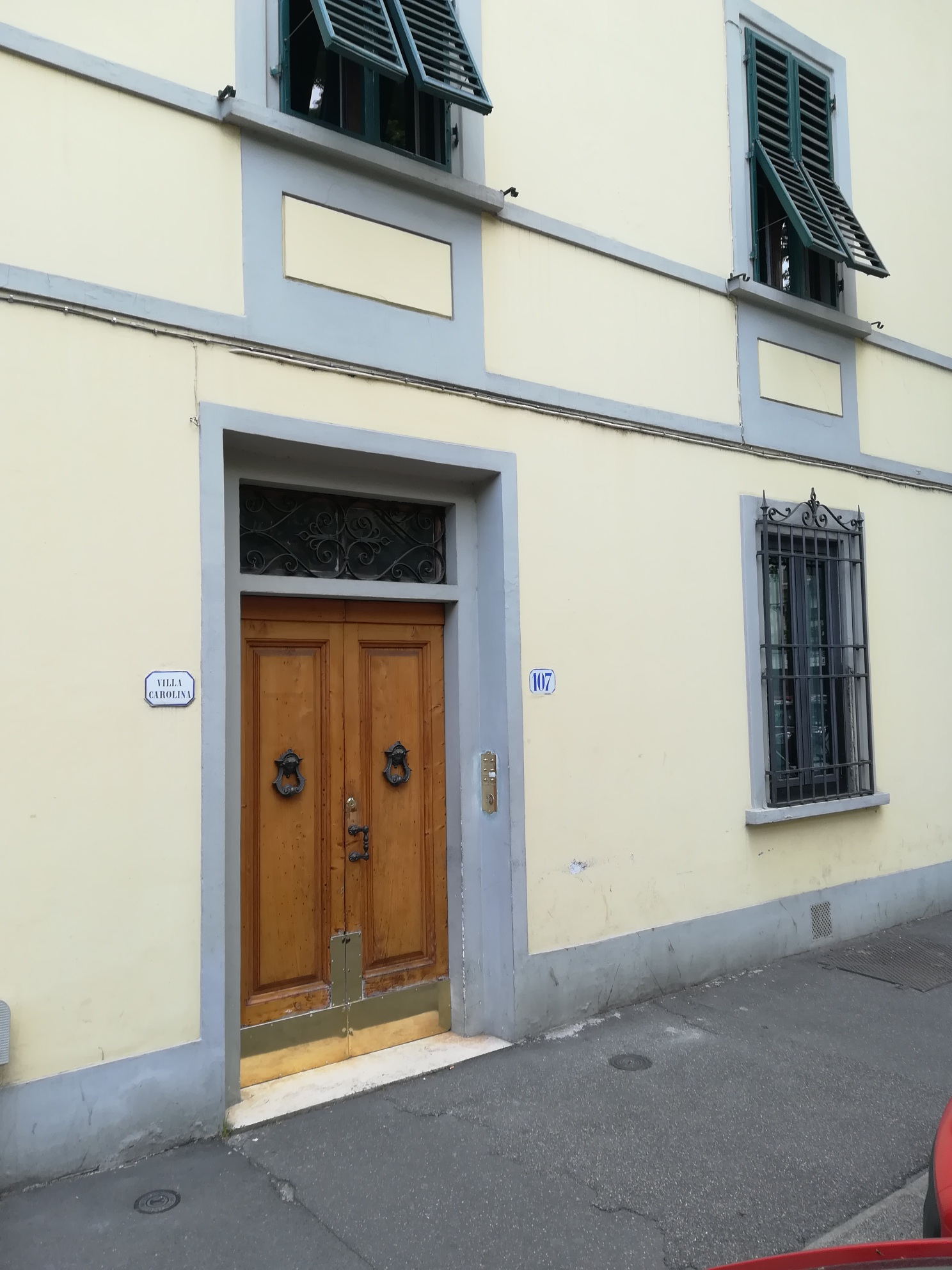
Casa della Invernizio a Firenze con targa Villa Carolina

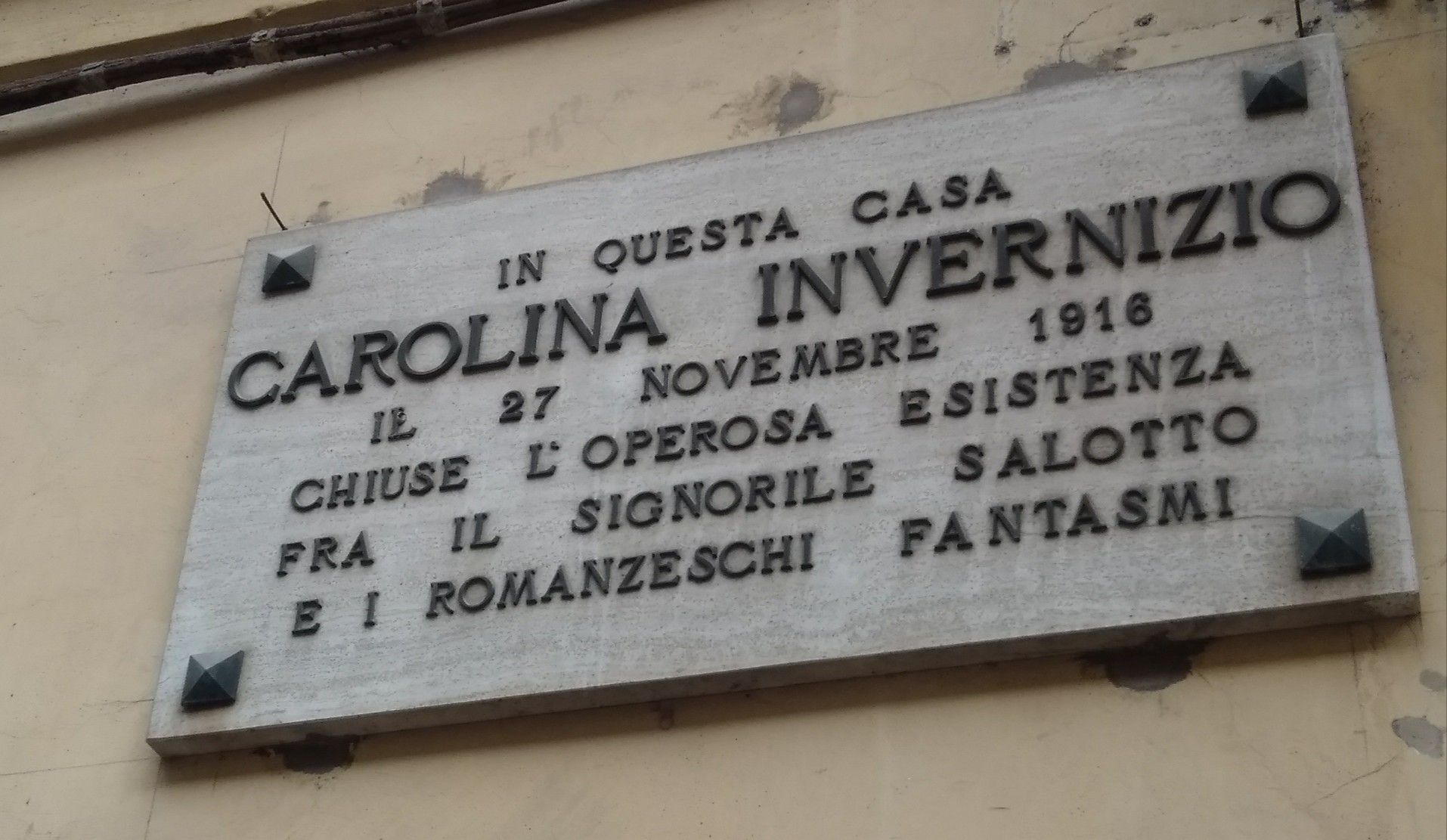
Carolina Invernizio lapide a Cuneo

Carolina Maria Margarita Invernizio nacque a Voghera nel 1851, da Anna Tattoni e Ferdinando Invernizio, funzionario delle Imposte. A lungo le fonti riportarono come sua data di nascita - da lei stessa accreditata - il 1858. Nel 1865 la famiglia si trasferì a Firenze, divenuta la nuova capitale del Regno d'Italia. Qui Carolina frequentò l'Istituto Tecnico Magistrale, rischiando l'espulsione dopo la pubblicazione di un suo racconto sul giornale della scuola.
Nel 1881 sposò Marcello Quinterno, ufficiale dei bersaglieri, dal quale ebbe Marcella (1886-1971). Con il ritorno del marito nel 1896 dalla guerra di Abissinia, la scrittrice si trasferì prima a Torino e poi, nel 1914, a Cuneo, dove Carolina aprì il suo salotto di via Barbaroux a intellettuali ed a personaggi della cultura e dove abiterà fino alla fine della sua vita, come recita la targa commemorativa posta sulla sua casa:
Altre fonti la danno deceduta a Torino, nel cui cimitero è sepolta.
Il Comune di Torino le ha intitolato una via nel quartiere Lingotto.

## Produzione letteraria

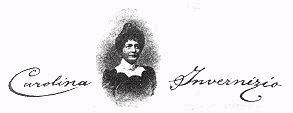
Firma e immagine di Carolina Invernizio

L'esordio letterario di Carolina Invernizio avvenne nel 1876 con la novella Un autore drammatico, pubblicata dall'editore Barbini di Milano. Nel 1877 uscì il primo romanzo, Rina o L'angelo delle Alpi, pubblicato dall'editore fiorentino Salani e nel 1879, ancora per Barbini, Pia de' Tolomei. Ne seguirono molti altri, pubblicati a puntate su giornali quotidiani come l'Opinione Nazionale di Firenze o La Gazzetta di Torino. Nel 1907 si legò in esclusiva all'editore Salani, per il quale scrisse, in una carriera durata quarant'anni, 123 libri, molti dei quali col sottotitolo "romanzo storico sociale", che furono pubblicati in una collana a lei intitolata: "I Romanzi di Carolina Invernizio" .
Fra i suoi innumerevoli romanzi si ricorda La fidanzata del bersagliere, scritto alla vigilia della morte, nel corso della prima guerra mondiale, ispirandosi alla vicenda di Luigia Ciappi.
I romanzi di Carolina Invernizio, con le loro trame intricate dai colori forti e le loro improbabili - o quantomeno non sempre verosimili - storie di amore e odio, si collocano nella tradizione del romanzo d'appendice o feuilleton. Mostrano infatti tutte le tematiche consuete del genere e la tipica contrapposizione netta fra eroi positivi e personaggi diabolici. Un gusto per il mistero e l'horror è evidente nei titoli di molti suoi romanzi, come Il bacio d'una morta (1886), La sepolta viva (1896), L'albergo del delitto (1905), Il cadavere accusatore (1912), e non mancano le ambientazioni che in qualche modo precorrono il genere poliziesco.
I suoi libri furono apprezzati più dal pubblico che dalla critica: Antonio Gramsci la definì "onesta gallina della letteratura popolare". Tra gli epiteti che le furono affibbiati, oltre a "la Carolina di servizio", va ricordato "la casalinga di Voghera", da un'espressione giornalistica coniata in altro contesto negli anni '60.
Molti dei suoi volumi sono stati tradotti con successo all'estero, specie in America Latina.
Le ultime edizioni complete sono: quella Salani degli anni settanta,  ristampa editoriale conforme a quella messa in commercio da questo editore fiorentino durante gli anni trenta ; e quella Lucchi (Milano) degli anni settanta e ottanta; si può anche registrare un'edizione Quartara, Torino, degli anni cinquanta e l'edizione, parziale, "consigliata da Alberto Lupo" e pubblicata nel 1972 dalle romane Edizioni del Gattopardo. Tra le antologie, da segnalare quella edita, negli anni '80, dal drammaturgo Riccardo Reim, cultore dell'opera di Carolina, e intitolata 'Nero Per Signora'.

## I romanzi
- Rina, o l'angelo delle Alpi, Firenze, Salani, 1877[2][12]
- Pia de' Tolomei. Romanzo storico, Milano, Carlo Barbini, 1879[2][13]
- Il bacio d'una morta. Romanzo storico, Firenze, Salani, 1886[14]
- Il delitto della contessa. Romanzo storico sociale, Firenze, Salani, 1887[12]
- L'orfana del ghetto. Romanzo storico sociale, Firenze, Salani, 1887[15]
- Dora, la figlia dell'assassino. Romanzo storico sociale, Firenze, Salani, 1888
- Paradiso e inferno, Firenze, Salani, 1888
- Le vittime dell'amore. Romanzo storico sociale, Firenze, Salani, 1889
- Satanella ovvero La mano della morta. Romanzo storico sociale, Firenze, Salani, 1889[15]
- Le figlie della duchessa, Torino, Gazzetta di Torino, 1889[16]
- La trovatella di Milano. Racconto storico, Milano, Carlo Barbini Editore, 1889[17]
- Ij delit d'na bela fia (I delitti di una bella ragazza), in piemontese, a puntate ne «'l Birichin», 1889-1890[2][13]
- Cuore di donna. Racconto storico sociale, Firenze, Salani, 1890[18]
- I drammi dell'adulterio. Romanzo storico sociale, Firenze, Salani, 1890[16]
- Amori maledetti, Firenze, Salani, 1892[12]
- La bastarda, Firenze, Salani, 1892[12]
- Catena eterna, Firenze, Salani, 1894[15]
- I ladri dell'onore. Romanzo storico sociale, 1894[12]
- La lotta per l'amore. Romanzo storico e sociale, Firenze, Salani, 1894
- L'ultimo bacio. Romanzo storico sociale, Firenze, Salani, 1894
- La vendetta d'una pazza. Romanzo storico sociale, Firenze, Salani, 1894
- Il genio del male, Firenze, Salani, 1895
- La maledetta. Romanzo storico sociale, Firenze, Salani, 1895[12]
- La peccatrice. Romanzo storico sociale, Firenze, Salani, 1895
- Birichina, Firenze, Salani, 1896[12]
- La sepolta viva, Torino, Gazzetta di Torino, 1896
- Mariti birbanti. Romanzo storico sociale, Firenze, Salani, 1897[12]
- Anime di fango, Firenze, Salani, 1898[12]
- Il delitto d'una madre, Firenze, Salani, 1898
- Il paradiso di Fiammetta, Firenze, Salani, 1898[16]
- Il segreto di un bandito. Romanzo storico sociale, Firenze, Salani, 1898[12]
- La Venere torinese, Torino, Gazzetta di Torino, 1899[13]
- La figlia della portinaia, Gazzetta di Torino, 1900
- Nella rete, Firenze, Salani, 1900
- Il figlio dell'anarchico, Torino, Gazzetta di Torino, 1901[12]
- I misteri delle soffitte, Torino, Gazzetta del Popolo, 1901
- Cuore di operaio. Romanzo storico sociale, Firenze, Salani, 1902[12]
- I misteri delle cantine, Torino, Gazzetta di Torino, 1902
- L'ultimo convegno, Torino, Gazzetta di Torino, 1902
- La donna fatale. Romanzo storico sociale, Firenze, Salani, 1903[12]
- La regina del mercato, Torino, Gazzetta di Torino, 1903[12]
- Torino misteriosa (prima parte della trilogia Torino misteriosa), Torino, Gazzetta di Torino, 1903[13]
- Amore che uccide, Firenze, Salani, 1904[19]
- Amore e morte, Firenze, Salani, 1904
- Le avvelenatrici, Torino, Gazzetta di Torino, 1904[12]
- I disperati [seconda parte della trilogia Torino misteriosa], Torino, Gazzetta di Torino, 1904; Firenze, Salani, 1904
- Le disoneste (terza parte della trilogia Torino misteriosa), Torino, Gazzetta di Torino, 1904; Firenze, Salani, 1904
- Piccoli martiri, Firenze, Salani, 1904
- L'albergo del delitto, Torino, Gazzetta di Torino, 1905
- Raffaella, o i misteri del vecchio mercato, Firenze, Salani, 1905
- Un assassinio in automobile, Torino, Gazzetta del Popolo, 1905[12]
- Il treno della morte, Torino, Gazzetta di Torino, 1905
- La Venere, Firenze, Salani, 1905[20]
- L'impiccato delle Cascine [nell'ed. 1918: (seguito e fine al romanzo della stessa autrice, Raffaella, o I misteri del vecchio mercato)], Firenze, Salani, 1906[21]
- Il primo amore, Firenze, Salani, 1906
- La resurrezione di un angelo, Firenze, Salani, 1906
- L'amante del ladro, Firenze, Salani, 1907[12]
- Bacio ideale, Firenze, Salani, 1907
- La felicità nel delitto, Firenze, Salani, 1907[12]
- Odio di donna, Firenze, Salani, 1907
- Passione mortale, Firenze, Salani, 1907[16]
- La via del peccato, Firenze, Salani, 1908
- Il morto di via San Sebastian, Firenze, Salani, 1909[12]
- Nina, la poliziotta dilettante, Firenze, Salani, 1909
- La potenza dell'amore, Firenze, Salani, 1909[12]
- I sette capelli d'oro della fata Gusmara, Firenze, Salani, 1909
- La collana di perle, Firenze, Salani, 1910
- I drammi degli emigrati, Firenze, Salani, 1910
- La fata nera, Firenze, Salani, 1910
- La figlia del mendicante, Firenze, Salani, 1910
- Idillio tragico, Firenze, Salani, 1910
- Lara, l'avventuriera, Firenze, Salani, 1910
- La morta nel baule, Firenze, Salani, 1910
- Vendetta di operaio, Firenze, Salani, 1910
- L'aviatore, Firenze, Salani, 1911
- La maschera bianca, Firenze, Salani, 1911
- La ragazza di magazzino, Firenze, Salani, 1911
- Bottone d'oro, Firenze, Salani, 1912
- Il cadavere accusatore, Firenze, Salani, 1912
- Il figlio del mistero, Firenze, Salani, 1912
- La sconosciuta, Firenze, Salani, 1912
- Morta d'amore, Firenze, Salani, 1912[16]
- Odio di araba, Firenze, Salani, 1912
- Spazzacamino, Firenze, Salani, 1912
- La villa delle fate, Firenze, Salani, 1912
- La figlia del morto, Firenze, Salani, 1913
- L'avventuriero, Firenze, Salani, 1914
- Cuore di madre, Firenze, Salani, 1914
- Cuori di bimbi, Firenze, Salani, 1915[16]
- Il marito della morta, Firenze, Salani, 1915
- Peccatrice moderna, Firenze, Salani, 1915[16]
- Il trionfo dell'araba, Firenze, Salani, 1915
- L'atroce visione, Firenze, Salani, 1915
- La danzatrice di tango, Firenze, Salani, 1915
- La spia, Firenze, Salani, 1915
- La fidanzata del bersagliere, Firenze, Salani, 1916
- L'orfana di Trieste, Firenze, Salani, 1916
- La Madonna della neve, Firenze, Salani, 1920
- Bacio infame[22]
- La figlia del barbiere[23]

## Trasposizioni cinematografiche e televisive
Da alcuni suoi racconti furono tratti numerosi film ascrivibili al cinema protogiallo italiano, sin dall'epoca del cinema muto, e più tardi fino agli anni Cinquanta:
- Rina, l'angelo delle Alpi (1917), regia di Giovanni Enrico Vidali[24]
- Il nano rosso (1917), regia di Elvira Notari
- Piccoli martiri (1917), regia di Giovanni Enrico Vidali
- Il bacio di una morta (1917), regia di Giovanni Enrico Vidali
- L'orfana del ghetto (1917), regia di Giovanni Enrico Vidali
- L'amante del re di Volinia (1918), regia di Giuseppe Guarino
- Il treno della morte (1918), regia di Giovanni Enrico Vidali
- Satanella (1919), regia di A.G. Caldiera e Giuseppe Guarino
- La vendetta di una pazza (1919), regia di Giuseppe Guarino e Giovanni Enrico Vidali
- Il cadavere accusatore (1919), di A.G. Caldiera e Giuseppe Guarino
- La danzatrice di tango (1920), regia di Giuseppe Guarino e Giovanni Pezzinga
- Nina la poliziotta (1920), regia di Giuseppe Guarino
- La regina del mercato (1921), regia di Giovanni Pezzinga
- Il bacio di una morta (1949), regia di Guido Brignone
- La mano della morta (1949), regia di Carlo Campogalliani
- La figlia del mendicante (1950), regia di Carlo Campogalliani
- La vendetta di una pazza (1951), regia di Pino Mercanti
- L'orfana del ghetto (1954), regia di Carlo Campogalliani
- La trovatella di Milano (1956), regia di Giorgio Capitani
- L'angelo delle Alpi (1957), regia di Carlo Campogalliani
- Sepolta viva (1973), regia di Aldo Lado
- Il figlio della sepolta viva (1974), regia di Luciano Ercoli
- Il bacio di una morta (1974), regia di Carlo Infascelli
- Il bacio (1974), regia di Mario Lanfranchi, sceneggiatura di Pupi Avati e Mario Lanfranchi; tratto da Il bacio d'una morta.

Nel 1969 l'attore Paolo Poli realizzò nel 1969 uno spettacolo sulla figura di Carolina Invernizio..
Nel 1975, Ugo Gregoretti ha realizzato uno sceneggiato televisivo ispirato a I ladri dell'onore, intitolato Romanzo popolare. I ladri dell'onore, con Gigi Proietti quale interprete principale.
Liberamente ispirata alla narrativa della Invernizio (in particolare a Il bacio d'una morta) è la serie televisiva La dama velata, trasmessa da Rai 1 nel 2015.